# Фенакістископ

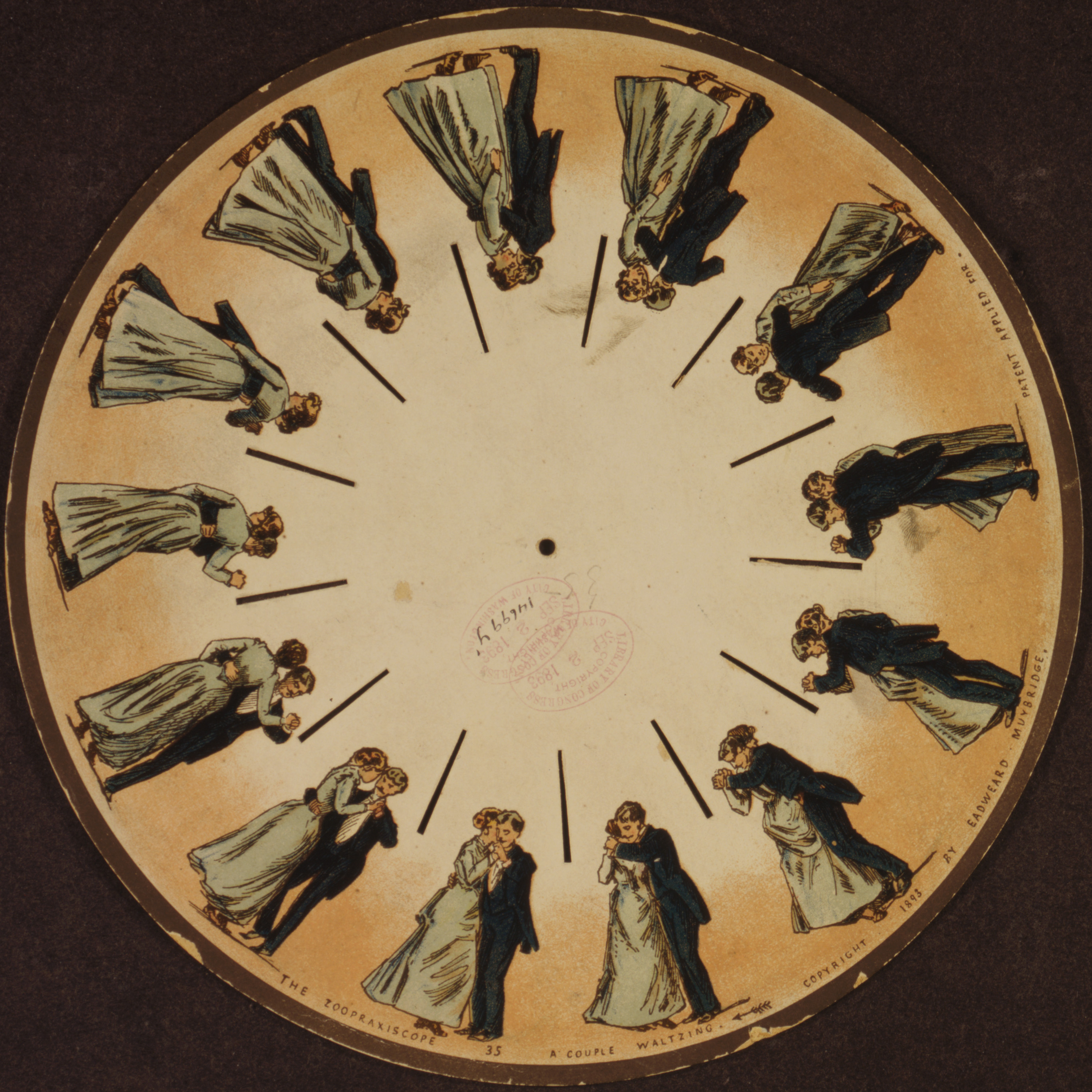
Фенакістископ Едварда Мейбріджа (1893)

Зображення у фенакістископі

Фенакістископ (від грец. φεναξ  — «брехун» та σκοπέω  — «дивлюся»)  — лабораторний прилад, конструкція якого заснована на персистенції, здатності сітківки ока зберігати зображення. Винахідником фенакістископа є Жозеф Плато.. Майже одночасно з Плато Симон фон Штампфер винайшов апарат, дуже схожий на фенакістископ та назвав його «стробоскопом». 

## Конструкція
Апарат складається з картонного диска з прорізаними в ньому отворами. На одній стороні диска намальовані фігури. Коли диск обертають навколо осі перед дзеркалом, то фігури, що розглядаються в дзеркалі через отвори диска, представляються, як не ті, що обертаються разом з диском, а, навпаки, здаються абсолютно самостійними та роблять рухи, їм властиві.— Жозеф Плато, серпень 1833 року

## Історія створення

### Дослідження Плато
1828 року Жозеф Плато, продовжуючи досліди Роджета (англ. Peter Mark Roget), створив анортоскоп. 
Жорж Садуль називає цей напрямок досліджень Плато «анаморфоз» та вказує на явний вплив тауматропа на дану сферу досліджень. 
В кінці 1832 року Плато, продовжуючи досліди з розглядання малюнків через обертовий диск з отворами, створює фенакістископ. 

Принцип, на якому ґрунтується такий оптичний обман, дуже простий. 
Якщо кілька предметів, що постійно змінюють форму та положення, будуть послідовно виникати перед очима через дуже короткі проміжки часу і на маленькій відстані один від одного, то зображення, які вони викликають на сітківці, зіллються, не змішуючись, і людині здасться, що вона бачила предмет, який постійно змінює форму та положення.— Жозеф Плато, серпень 1833 року
У своїх коментарях до принципів дії фенакістископа Плато дуже точно сформулював «... принцип дії сучасного кіно, або, скоріше, закон, на якому засноване знімання або проєктування фільмів».
20 січня 1833 року в листі Адольфу Кетле, директору Брюссельської обсерваторії, Плато пише про свій винахід.

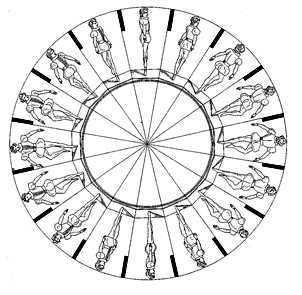
Фенакістископ Плато

Однак ще в листопаді 1832 року, Плато відправив свій винахід Майклу Фарадею в Лондон, де він і був продемонстрований перед кількома друзями.
Художник Маду, зять Кетеле, займався створенням серій малюнків для фенакістископа.
З 1833 року, в Лондоні, випуск фенакістископа розпочався в промисловому масштабі.
Незабаром їх виробництво було налагоджено і в Парижі. Паризькі іграшки були зроблені дуже грубо, що позначалося на зображенні. 
Плато, виправляючи помилки фенакістископа, відправив до Лондона малюнки зі вказівками. Як наслідок, було створено «фантасмоскоп» або «фантаскоп».
Але у торговців фенакістископ був популярнішим. 
Форма та конструкція фенакістископа з часом покращувалася. 
1834 року англійським математиком Вільямом Горнером був сконструйований зоотроп  — найпримітніша трансформація фенакістископа. 
Багато нових моделей, що виникли на основі фенакістископа Плато, швидко та недовго входили в моду під різними назвами. Конструкція цих моделей була достатньо складною, і тому вони іноді коштували достатньо дорого. Особливо багато їх виробляли у Франції, Австрії, а також у Німеччині та Сполучених Штатах. 
1845 року свої перші досліди провів артилерійський офіцер барон фон Ухаціус. В результаті цих дослідів, 1853 року барону першому вдалося здійснити проєктування зображень фенакістископа на екран. 
Серії його картинок були намальовані на склі, вставлені по колу в дерев'яний диск. Цей диск обертався позаду об'єктива чарівного ліхтаря, в якому горіла кальцієва лампа. 
Проєктувальний фенакістископ був так само описаний 1853 року в «Анналах Віденської академії». 
У продаж проєктувальний фенакістископ постачався оптиком Прокошем, який організував його серійне виробництво. 
Оптик Дюбоск, у Франції, одночасно з Ухаціусом, сконструював аналогічний апарат та представив у Консерваторії мистецтв та ремесел (фр. Conservatoire national des arts et métiers, CNAM). У цьому ж напрямку працювали багато англійських оптиків.

### Дослідження Штампфера
Майже одночасно з Плато професор геометрії Віденського політехнікуму Симон фон Штампфер винайшов апарат, дуже схожий на фенакістископ; він назвав свій апарат «стробоскопом». Ці два дослідники не знали робіт один одного та прийшли до створення даної конструкції кожен своїм шляхом.

### Першість
Перший стробоскоп Штампфер створив у лютому 1833 року, в той час, як в листопаді 1832 року Фарадею вже демонстрували фенакістископ, створений за кресленнями Плато. До того ж Штампфер не виклав з такою точністю, як Плато, принципи розкладання та відновлення механіки руху.
Примітно, що Ернст Мах, співвітчизник Штампфера, 1872 року вдається до авторитету Плато.
Мах, а за ним Етьєн-Жуль Маре віддали належне Штампферу, назвавши цей спосіб спостережень «стробоскопом» або «стробоскопічним методом».